# Anton Vriesde
Anton Vriesde (Den Haag, 18 oktober 1968) is een Nederlands voormalig voetballer die als verdediger speelde.
Vriesde brak door bij FC Den Haag en speelde zes jaar bij MVV waarmee hij in 1997 kampioen in de Eerste divisie werd. Hij speelde in Duitsland bij KFC Uerdingen 05 en VfL Bochum waarmee hij in de Bundesliga actief was. Hij sloot zijn loopbaan af bij Helmond Sport. 
Na het voetbal is Vriesde werkzaam bij DHL en werd jeugdtrainer bij MVV en was actief bij VV Eijsden. In 2010 haalde hij het trainersdiploma om een betaaldvoetbalclub te mogen trainen bij de KNVB en in het seizoen 2010/11 is hij jeugdtrainer bij Roda JC Kerkrade
Voor het seizoen 2012-2013 tekent hij als hoofdtrainer voor 3 jaar bij VV Scharn. Hier is hij ook het hoofd van de Jeugd opleiding. Vriesde is van Surinaams-Nederlandse komaf.